# Gábli Cecília
Gábli Cecília (Szolnok, 1974. június 29.) régész, ókortörténész, óraadó egyetemi oktató.

## Életpályája
1992-ben érettségizett a szombathelyi Nagy Lajos Gimnáziumban. 1999-ben szerzett diplomát a Pázmány Péter Katolikus Egyetemen, latin-történelem szakpáron. (Szakdolgozatok: Latin: Ékkövek az antik irodalomban: Plinius Nat.Hist. 37 könyvének fordítása és kommentár; Történelem: A savariai, brigetioi és intercisai mellképes sírkövek.) Ugyanebben az évben fejezte be a régészeti specializációt a Pécsi Tudományegyetemen. Ugyancsak 1999-ben harmadik helyezést ért el a XXIV. OTDK ókori vallás és művelődés szekciójában, firmamécses tipológiai tárgyú dolgozattal. 2003 és 2006 között PhD tanulmányokat folytatott a PTE Ókortörténeti Doktori Programjában. A PhD fokozatot 2007-ben szerezte meg. Disszertációjának címe: "Plinius világképe Természettudományának 2. könyve alapján" Tézisek

## Kutatási területei
- 1995-2004: A római kori firmamécsesek tipológiai vizsgálata.
- 1998-2005: Régészeti adatbázis modellek kidolgozása (DEPO adatbázisok).
- 1996-tól: Caius Plinius Secundus ókori természettudományos enciklopédiájának fordítása és tudománytörténeti feldolgozása.
- 2006-tól: Plinius Természettudományának interdiszciplináris megközelítésű kutatása a Pécsi Tudományegyetem Földrajzi Intézetének Kelet-Mediterrán és Balkán Tanulmányok Központja keretei között.

## Oktatási tevékenysége
- 2006-tól egyetemi óraadó a Pécsi Tudományegyetem Földrajzi Intézetében. Oktatási terület: a Római Birodalom történeti földrajza és Plinius Természettudományának földrajzi vonatkozású részletei.

2007
Oklevél, témavezetői tevékenységért, a XXVIII. OTDK Fizika, Földtudományok és Matematika Szekciójában harmadik helyezést és kiemelt dicséretet elért hallgató után.

## Tudományos társasági tagsága
- 1991-től Panniculus Régiségtani Egylet tagja

## Publikációi

### Könyvek
- Gábli Cecília: A firmamécsesek feldolgozásának új módszere Archiválva 2007. szeptember 28-i dátummal a Wayback Machine-ben A Savaria Múzeum Régi Gyűjteményének firmamécsesei alapján. PANNICULUS SER. A. NO. 1. Panniculus – Lomart. Szombathely 2004. (172. p.)

Recenzió a KELLO-n
- Gábli Cecília: Caius Plinius Secundus Természettudományának 37. könyve. Fordítás és feldolgozás. Lomart, Szeged 2004. (207. p.) Bibliotheca Pliniana 37.

Recenzió: Ferenczi Attila, „A kritikus pont”, BUKSZ, 2005/3, 266 skk.
Válasz a recenzióra: Vízvári Zsolt: „A kritikus pont. Ez nem költészet – ez tudomány” [Válasz Ferenczi Attila írására, BUKSZ, 2005/3.], BUKSZ, 2005/4. 307.
Recenzió a KELLO-n
- Gábli Cecília: Caius Plinius Secundus Természettudományának 2. könyve.  Fordítás és feldolgozás. Lomart, Pécs 2005, (169. p.) Bibliotheca Pliniana 2.

Recenzió: Szentpály-Juhász Miklós, Szépirodalmi Figyelő, 2005/6, 121 sk.
Recenzió a KELLO-n
- Gábli Cecília: Caius Plinius Secundus Természettudományának 1. könyve. Fordítás és feldolgozás. Lomart, Pécs 2006, (287. p.) Bibliotheca Pliniana 1.

Recenzió a KELLO-n
- Gábli Cecília: Plinius Kozmológiája. Lomart, Pécs 2006, (170. p.) Bibliotheca Pliniana 41.

Recenzió a KELLO-n

### Cikkek, tanulmányok
- Egy SVCCESSI mesterjegyű firmamécses Savariából. In: Lapok Szombathely történetéből. Panniculus Ser C. NO. 62. 1998.
- A Savaria Múzeum régi gyűjteményének római kori firmamécsesanyaga. In: Hadak útján. Szerk.: Bende L. – Lőrinczy G. – Szalontai Cs. Szeged, 2000, 19-25. p.
- Gábli Cecília – Kiss Gábor – Vizvári Zsolt: A DEPO módszer. In: Heves Megyei Régészeti Közlemények II. Heves Megyei Múzeumok Igazgatósága, Eger, 2000. 481-489. p.
- Az őstörténet kutatásának irányai és eredményei. In: E-Tudomány 2007/2, I:1-9. p.
- Plinius a szelekről[halott link]. In: E-Tudomány 2007/4, III:1-16. p.

### Szerkesztés
Mediterrán és Balkán Fórum Archiválva 2012. november 11-i dátummal a Wayback Machine-ben Szerkesztőbizottságának tagja

## Előadásai konferenciákon
- 1998 A népvándorlás kor fiatal kutatóinak 9. konferenciája, Eger: A DEPO módszer
- 1999

A népvándorlás kor fiatal kutatóinak 10. konferenciája, Szeged-Domaszék: A Savaria Múzeum régi gyűjteményének római kori firmamécsesanyaga
- 2004

Limes WHS, Győr: Die Adaptation der Datenbank „DEPO Archaeologia” im Limes WHS Projekt
Múzeumi Kutatások Csongrád Megyében, Szeged:
- A drágakövek ismerete és használata az ókorban
- M5 adatfeldolgozás a DEPO Archaeologiával
Országos Régészeti Térinformatikai Munkaértekezlet, Szeged:
- Leltározás a DEPO adatbázisokkal
- A Lomart múzeumi szoftverei

## Ásatások, amelyeken részt vett
- 1987 Vasasszonyfa, avar temető, ásatásvezető: Kiss Gábor
- 1988 Vasasszonyfa, avar temető, ásatásvezető: Kiss Gábor
- 1989 Vasasszonyfa, avar temető, ásatásvezető: Kiss Gábor
- Sorkifalud–Zalak, Árpád-kori földvár, ásatásvezető: Kiss Gábor
- 1990 Vasasszonyfa, avar temető, ásatásvezető: Kiss Gábor
- Szombathely–Szent Márton Templom, ásatásvezető: Kiss Gábor
- 1992 Sorkifalud–Zalak, Árpád-kori földvár, ásatásvezető: Kiss Gábor
- 1993 M1 (autópálya), Lébény, ásatásvezető: Takács Miklós
- 1994 M1 autópálya, Lébény, ásatásvezető: Takács Miklós
- 1995 Dunakömlőd–Lussonium, ásatásvezető: Visy Zsolt
- 1997 Dunakömlőd–Lussonium, ásatásvezető: Visy Zsolt
- Neszmély, késő római erőd, ásatásvezetők: Visy Zsolt – Vaday Andrea
- 1998 Szombathely–Fő tér, Savaria ásatásvezető: Sosztarits Ottó
- 1999 Lukácsháza, avar temető, ásatásvezető: Kiss Gábor

## Külső hivatkozások
- Bibliotheca Pliniana
- Kelet-Mediterrán és Balkán Tanulmányok Központja Archiválva 2012. május 13-i dátummal a Wayback Machine-ben
- Gábli Cecília: Caius Plinius Secundus Természettudományának 37. könyve. Fordítás és feldolgozás. Lomart, Szeged 2004. (207. p.)
- Gábli Cecília: Caius Plinius Secundus Természettudományának 2. könyve. Fordítás és feldolgozás. Lomart, Pécs 2005, (169. p.)
- Gábli Cecília: Caius Plinius Secundus Természettudományának 1. könyve. Fordítás és feldolgozás. Lomart, Pécs 2006, (287. p.)
- Gábli Cecília: Plinius Kozmológiája. Lomart, Pécs 2006, (170. p.)